# Csokoládécipő (regény)
A Csokoládécipő (The Lollipop Shoes, azaz "Nyalókacipők", utalás Zozie de l'Alba lábbelijére) Joanne Harris angol-francia írónő 2007-es regénye, a sikeres Csokoládé folytatása. A történet sokkal sötétebb és misztikusabb elődjénél, amit az is tükröz, hogy Halloween és Karácsony között játszódik. 2008-ban a könyvet The Girl With No Shadow ("Az árnyék nélküli lány") címen újra kiadták. A sorozat további két kötete a 2010-es Csokoládés barack és a 2019-es Az epertolvaj.

## Történet
Vianne Rocher és két lánya, Anouk és a nemrégiben született autista Rosette jelenleg Párizsban él, ahol Vianne egy kis csokoládéboltot vezet a Montmarte közelében és arra készül, hogy hozzámenjen háziurához, a rideg és unalmas Thierry le Tressethez. Úgy véli, nyugalmat talált, hátat fordítva a varázslatnak és a csokoládékészítésnek, ám ennek következtében egyre inkább eltávolodik Anouktól. A lány nem kedveli Thierry-t és új életüket, valamint az iskolában is gondjai akadnak. 
Ekkor jelenik meg az életükben a szenvedélyes, bohém Zozie , aki munkát vállal a csokoládéboltban, és összebarátkozik Anoukkal, akinek "trükköket" tanít és egyre inkább a hatalmába keríti.
Megismerkedik egy népszerű fiúval, Jean-Louppal. A fiúnak hobbija a fényképezés, az egészsége nem tökéletes, mert szívbeteg. Egyszer csak felbukkan Roux, Vianne volt szerelme, s a nőnek kínos magyarázatokkal kell előállnia Thierry előtt. Zoize eközben egyre jobban hatalmába keríti Anoukot. Vianne-nak feltűnik a dolog, s kérdőre vonja Zoize-t, aki elárulja igazi célját. Zoize álma az, hogy egy hozzá hasonló boszorkánnyal küzdjön meg. Vianne Anoukért elfogadja Zoize ajánlatát. Közben szakít Thierryvel, mert nem tudja elfogadni Roux-t és Rosette-t sem. A karácsonyi partin aztán Zoize úgy látszik, hogy eléri, amit akar. De az utolsó pillanatokban Anouk meggondolja magát, a gonosz nő pedig elmenekül. Ezután Thierry kidobja Vianne-t és újból lakás nélkül maradnak, de végül is minden helyreáll.

## Zoize de I'Alba
Zoize gyermekkorában nagy álma volt, hogy eljusson Mexikóba. Az anyja elvitte őt, ahol a kislány megcsodálta az egész eddigi életében emlegetett dolgokat, a "phinata"-kat. Tinédzserkorában büdösnek és tetvesnek mondták, amit ő nehezen viselt. Egyetlen szerelme, Scott is elhagyta ezért. Az anyja ezoterikus boltját egyszer majdnem felgyújtották. Zoize ezt soknak érezte, s ekkor elhatározta, hogy megöli őket. Vett egy üveg vodkát, amibe tiszafa, hajnalka és egyéb növények főzetét öntötte. Ezután az üveget elrejtette az iskolatáskájában. A gyanútlan Scott kilopta az üveget a táskából. A vodka végül a diszkó boléstáljában kötött ki, s negyven diák megbetegedett. Zoize anyja rájött a dologra, habár a lány a rendőrség előtt letagadta a gyilkossági kísérletet. Ekkor Zoize elaltatta az anyját és rágyújtotta a boltot. Ezután Amerikába menekült. Több áldozatot is begyűjtött, amit ő életlopásnak nevezett. Ezután következett volna Vianne és a környezete, de őt már nem tudta legyőzni.
Zoize az anyján kívüli áldozatait túladagolt bürökkel ölte meg.

## Egyéb szereplők
- Vianne Rocher, aki a Csokoládé c. könyv főszereplője. Az igazi szerelme Roux, de el akarja venni egy ötven év körüli háziúr, Thierry.
- Anouk, Vianne lánya, aki 11 és fél éves. Különc természete miatt kevesen tudják elfogadni. Végül megismerkedik Jean-Louppal, aki viszont megpróbálja elfogadni.
- Rosette, Vianne második lánya, aki autista. Kedvenc állatai a majmok, gyakran rajzol róluk.
- Roux, cigány, aki az első kötetben Vianne szerelme. Felbukkan ebben a könyvben is. Szereti Vianne-t, de a nőnek közte és Thierry között választania kell.
- Thierry, Vianne leendő férje, aki nem szereti Anoukot, de leginkább Rosette-t nem tűri. Nem tudja elviselni, undorodik tőle. Valójában csak azért, mert az ő fia is fogyatékos, ráadásul nem láthatja őt.
- Jean-Loup, népszerű fiú, aki barátja lesz Anouknak és nem csatlakozik az elkényeztetett Chantal-hoz, aki szerelmes belé. Nagyon szeret fényképezni. Részben az ő fényképei buktatják le Zoize-t.
- Kövér Nico, egy nagyon kövér, fiatal férfi, aki állandó vendége Vianne boltjának. Később Alice szerelme lesz.
- Alice, nagyon sovány nő, aki Nico-hoz hasonlóan gyakran jár Vianne boltjában. Később Nico szerelme lesz.
- Jean-Louis, & Paupaul, két festő, akik férfiasnak teszik magukat, pedig valójában melegek.
- Madame Luzeron, egy kedves öregasszony, aki nagyon magányos, meghalt a kislánya. Kölcsön adja Anouknak a halott gyermeke babaházát.
- Suze, Anouk barátnője. Anouk ragaszkodna hozzá, de úgy érzi, hogy csak akkor kell Suze-nak, ha nincs ott Chantal. Végül elárulja Chantalnak azt hogy Rosette értelmi fogyatékos. Így örökre elveszti a barátságukat.
- Chantal, egy nagyon elkényeztetett lány, aki azt bánt, akit csak akar. Nagyon szereti Jean-Loupot, aki azonban nem foglalkozik vele, undok természete miatt. Egyszer aztán Anouk dühbe gurul, s a Zoize-tól tanult trükkel megleckézteti Chantalt és csatlósait.
- Danielle & Sandrine, ők Chantal és Suze csatlósai, akik szintén gúnyolják Anoukot. Mikor pórul járnak, Danielle-nek a szempillái is kihullanak.

## Magyarul
- Csokoládécipő; ford. Szűr-Szabó Katalin, Térfy Anna; Ulpius-ház, Bp., 2007